# 劉敷仁
劉敷仁，字濟甫，湖廣江夏縣人。明末文人。

## 生平
劉敷仁少有文名，與景陵譚元春以文行互勉，所交皆為吳楚名士。崇禎十五年（1642年）中式壬午科順天鄉試第四名舉人。甲申之變後南歸，築室隱居。晚年學《易》，著有《添學草》《悟山草》等。